# Elisabeth Goldschmidt
Pour les articles homonymes, voir Goldschmidt.
Elisabeth Goldschmidt (née Wechsler ; 22 septembre 1912 – 6 mai 1970) est une généticienne israélienne d’origine allemande, fondatrice du programme de génétique à l’université hébraïque de Jérusalem. Elle est souvent considérée comme « la mère fondatrice de la génétique en Israël ».

## Vie personnelle et éducation
Elisabeth Goldschmidt naît le 22 septembre 1912 dans une famille juive orthodoxe à Francfort en Allemagne. Elle commence ses études de médecine à l’université de Francfort en 1932, mais est obligée de fuir à Londres l’année suivante lors de l’ascension d’Adolf Hitler au pouvoir. Elle étudie alors la botanique et la zoologie, et obtient son diplôme de licence en 1936. Par la suite elle émigre à Jérusalem avec son époux, Joseph Goldschmidt. En 1942, elle termine son doctorat à l’université hébraïque de Jérusalem, travaillant sur la cytologie des Chironomidae,. 
Elisabeth Goldschmidt et son époux ont un fils Eliezer E. Goldschmidt (en) et une fille Yemima Ben-Menachem. Elisabeth Goldschmidt se suicide le 6 mai 1970.

## Carrière académique
Juste après l’obtention de son doctorat, Goldschmidt débute en tant qu’assistante de recherche au département de zoologie de l’université hébraïque de Jérusalem. 
En 1950, elle reçoit une bourse de l’Association américaine des femmes diplômées des universités qui lui permet de voyager aux États-Unis pendant un an. Elle travaille alors dans les laboratoires de Theodosius Dobzhansky et Curt Stern. Elle retourne à l’université hébraïque de Jérusalem en 1951 où elle poursuit ses recherches en génétique et enseigne aux étudiants en médecine. 
En 1961, avec Chaim Sheba et Raphael Falk, elle organise une conférence sur la génétique des populations humaines et en 1963 elle fonde le laboratoire de Génétique (qui deviendra le département de génétique) de l’université Hébraïque de Jérusalem. Elle établit avec Tirza Cohen le premier service de conseil génétique en Israël au centre médical Hadassah.